# Університет Х'юстона
Університет Х'юстона, Університет Г'юстона (англ. University of Houston) — громадський дослідний університет США, розташований в Х'юстоні, штат Техас. Найбільший і головний кампус в Системі Університету Х'юстона (UHS), а також 3-й за величиною університет в штаті. Тут навчаються понад 38 500 студентів.
Виданням The Princeton Review був зарахований до одного з найкращих університетів США, а також входить в число перших 300 університетів в Академічному рейтингу університетів світу.
Складається з 12 коледжів і пропонує 300 освітніх програм, у тому числі в галузі права, оптометрії і фармації. Щорічно проводить наукових досліджень на суму близько $ 120 млн і управляє понад 40 науково-дослідними центрами та інститутами, розташованими на території кампусу. Робота ведеться в галузі комерціалізації та використання космічного простору, надпровідності, біомедичних та інженерних наук, енергетики, природних ресурсів і штучного інтелекту. Діяльність університету приносить економіці Х'юстона щорічно понад $ 3,1 млрд і підтримує близько 24 000 робочих місць.
В Університеті Х'юстона регулярно проводяться театралізовані вистави, концерти та заходи, діє близько 400 студентських організацій і 16 спортивних команд.

## Історія

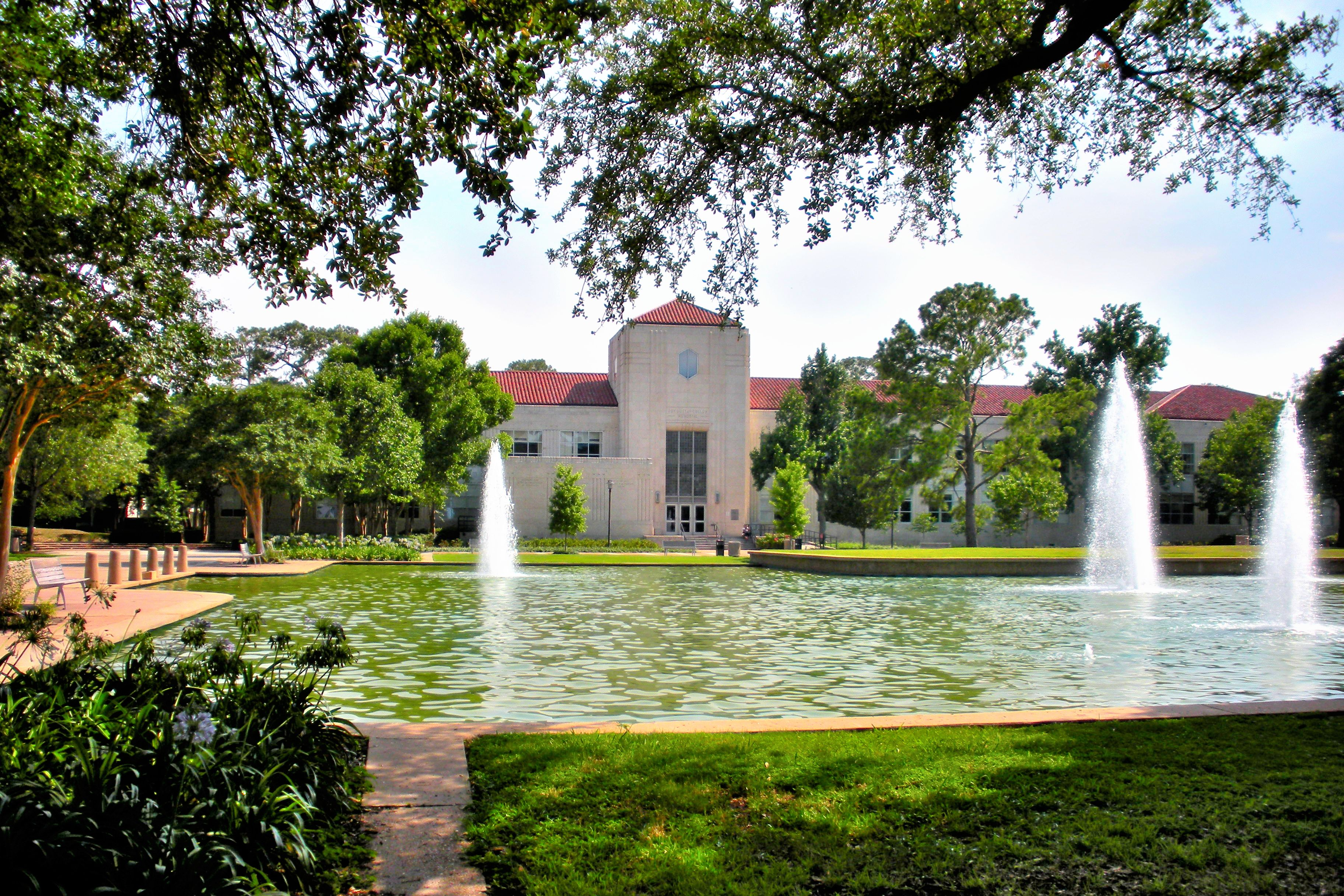
Побудована в 1938 році Рой Каллен Білдінг — перша будівля кампусу Університету Х'юстона

Історія університету починається з Х'юстонського молодіжного коледжу. 7 березня 1927 року рада піклувальників Х'юстонського незалежного шкільного округу (HISD) одноголосно прийняла резолюцію, яка дозволяла заснування коледжу.
Початково він знаходився на території Вищої школи Сан-Хасінто, а заняття проводилися тільки у вечірній час. У день прийняття резолюції, відбувся і перший набір учнів — 232 студенти, яких навчали 12 викладачів. Цей прийом був організований з метою підготовки майбутніх вчителів та викладачів коледжу. Датою офіційного відкриття вважається 19 вересня того ж року, до цього часу були сформовані всі вимоги до студентів, що приймаються і проведена підготовка до початку їх реєстрації. Ключовою фігурою в заснуванні коледжу став його перший президент Едісон Еллсворт Оберхольцер.

### Створення університету

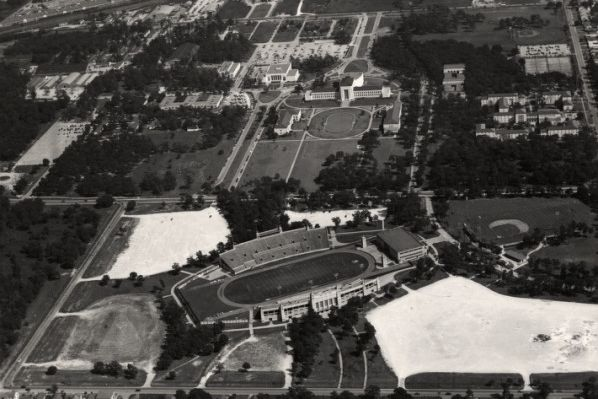
Кампус Х'юстонського університету з висоти пташиного польоту (ок. 1950)

Своє право стати університетом коледж здобув у жовтні 1933 року, коли губернатор Міріам Фергюсон підписав, прийнятий палатою представників Техаса, законопроєкт № 194. 30 квітня 1934 року рада піклувальників HISD прийняла резолюцію про організацію на базі вищої школи Сан-Хасінто установи з 4-річною програмою освіти і перейменування Х'юстонського коледжу в Х'юстонський університет.
Перший навчальний рік в організованому університеті розпочався 4 червня 1934 року, тоді тут навчалися 682 студенти, через кілька місяців кампус університету був переміщений у нові будівлі, розташовані біля Другої баптистської церкви в Мілам і Мак-Говен. Однак уже наступної осені був переміщений ближче до Південної баптистської церкви на Мейн-стріт, між Річмонд-авеню і Эйгл-стріт, де він залишався протягом наступних 5 років.
У 1936 році благодійники Джуліус Сеттгест і Бен Тауб пожертвували університету 0,45 км² землі на створення постійного кампусу і незабаром почалася підготовка цієї території до будівництва. У 1937 році на кошти міста тут прокладена Сен-Бернар-стріт, перейменована пізніше в бульвар Каллена. У 1938 році Г'ю Рой Каллен пожертвував $ 335 000 на будівництво першого будинку нового кампусу, урочисто відкритого 4 червня 1939 року. Вже наступного дня тут почалися заняття.
12 березня 1945 року набрав чинності підписаний сенатом законопроєкт № 207, який знімав управління університетом з HISD і передавав його в раду регентів.
У березні 1947 року регентами був організований юридичний факультет. У 1949 році Фонд Андерсона пожертвував $ 1,5 млн на будівництво будівлі бібліотеки на території кампуса. До 1950 році кількість навчальних корпусів зросла до 12, тут навчалися 14 000 студентів і працювало понад 300 викладачів. До 1951 року він став другим за величиною університетом у штаті Техас і був одним з найбільш швидкозростаючих в США.

### Зміна статусу

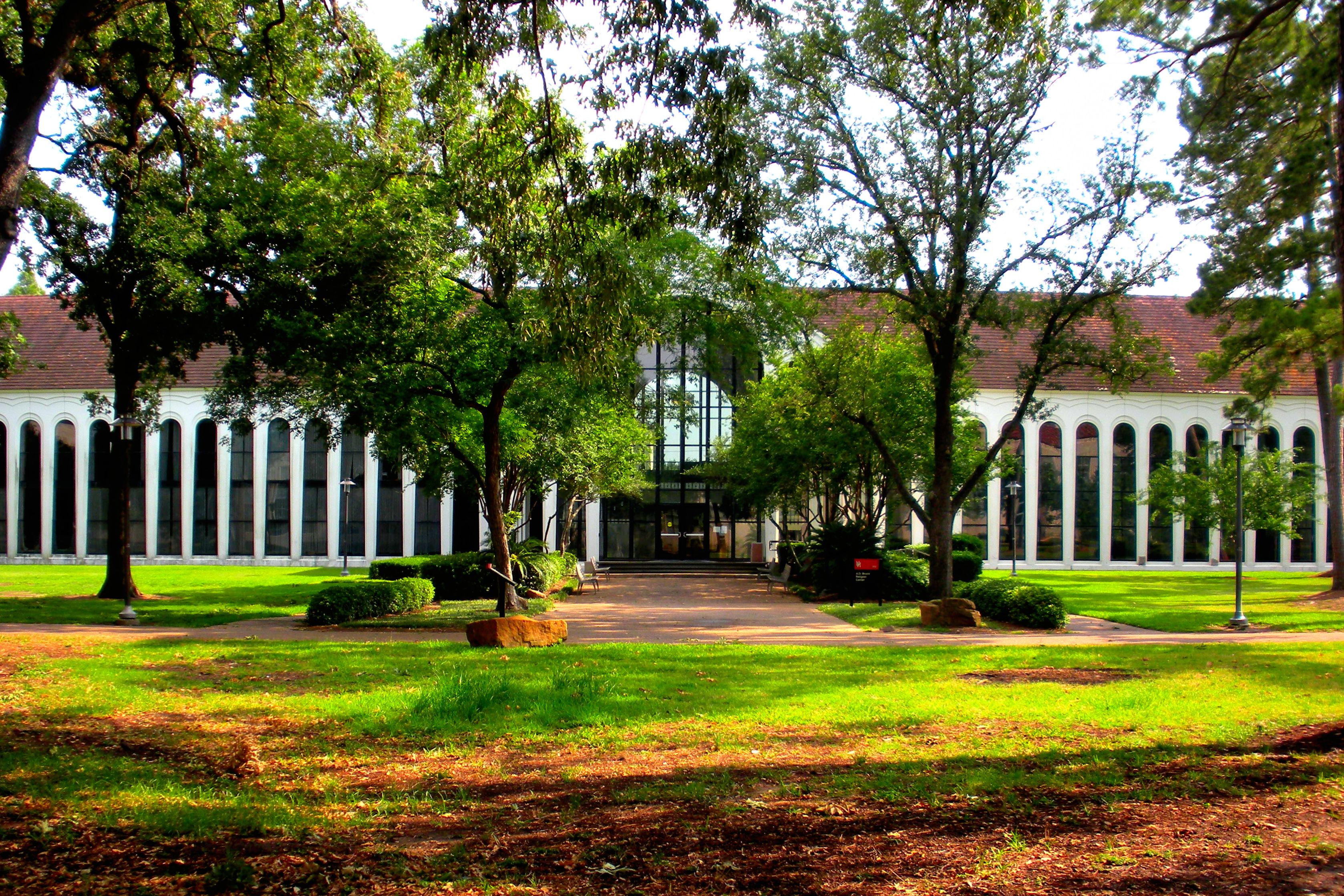
Релігійний центр Ендрю Брюса, відкритий в 1965 році

У 1953 році в університеті створена перша освітня телевізійна станція, яка фінансувалася Федеральною комунікаційною комісією, але через 4 роки це було припинено. В цей же час університет стикається і з іншими фінансовими труднощами, викликаними зростанням цін, що вартість навчання вже не покривала, а її збільшення призвело до зниження числа студентів.
Після тривалих дебатів між спонсорами Х'юстонського університету, на чолі з президентом Ендрю Девісом Брюсом і представниками університетів штату, був напрацьований законопроєкт, підписаний сенатом 23 травня 1961 року, який дозволяв університету в 1963 році отримати статус громадського.
У 1977 році Техаські законодавчі збори офіційно заснували Систему Х'юстонського університету (UHS). Президент університету Філіп Хоффман пішов у відставку зі свого поста і став першим канцлером створеної системи.
26 квітня 1983 року було змінено офіційну назву на Х'юстонський університет в Юніверсіті-Парк, але 26 серпня 1991 року змінено назад
. Керівництво університету хотіло дати йому назву, щоб уникнути плутанини з Х'юстонским університетом у Даунтаун, який є самостійним навчальним закладом зі своїми освітніми програмами.

### Сучасний період
У 1997 році посада президента в Х'юстонському університеті і канцлера в UHS були поєднані між одним керівником, на посаду якого призначений Артур Сміт. 15 жовтня 2007 року на посаду канцлера і президента призначена Рену Катором.
У січні 2011 року Х'юстонський університет визнано одним з найкращих науково-дослідницьких університетів США, йому надано статус Tier One — найвищу оцінку досліджень.

## Кампус

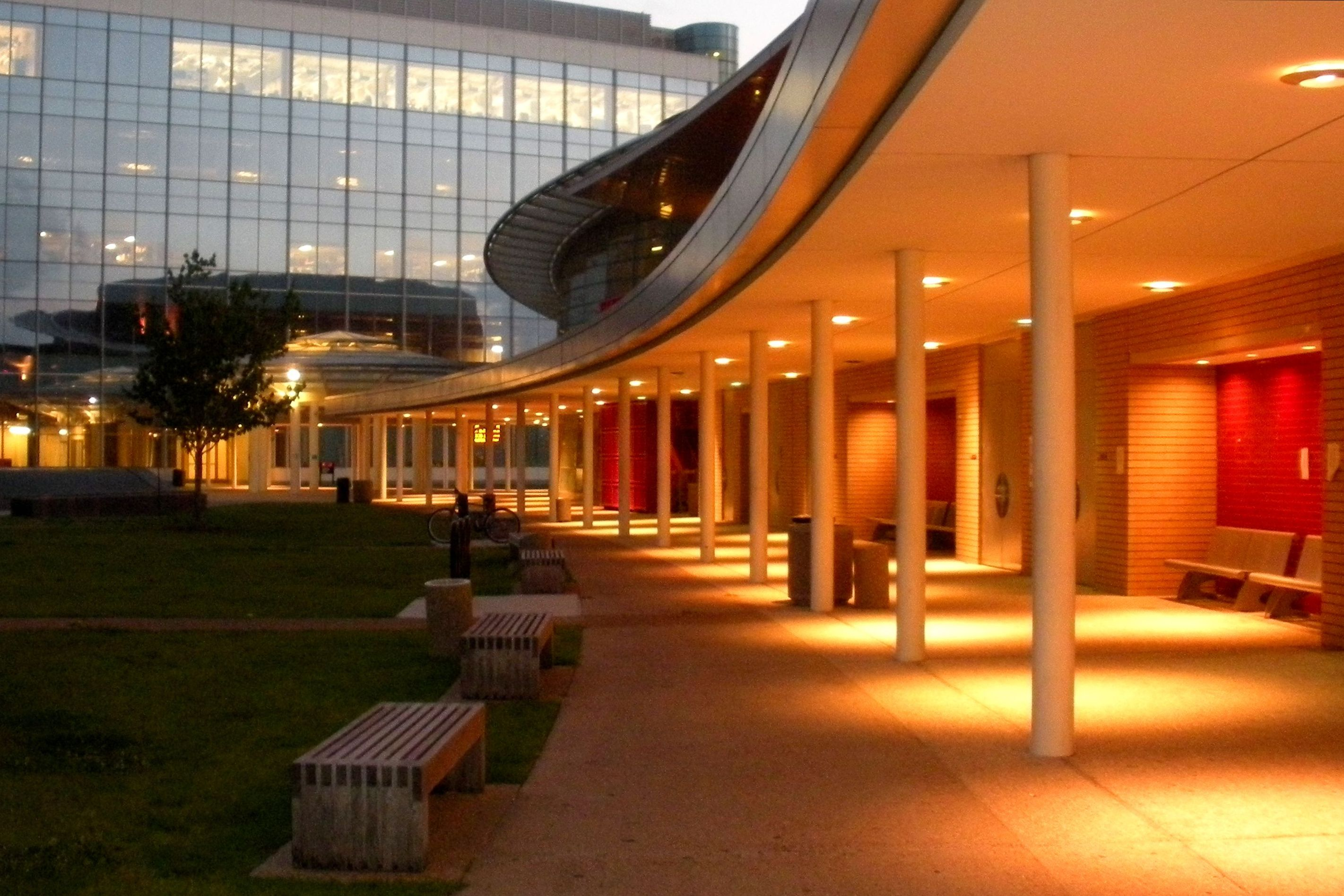
Інженерний коледж Каллена

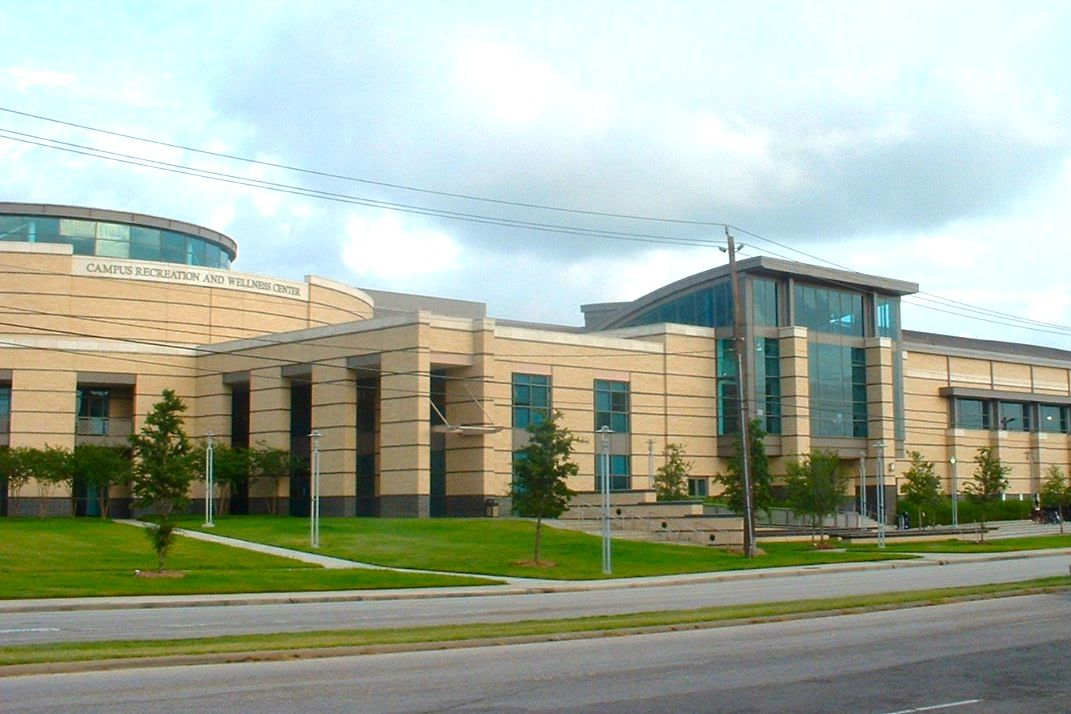
Центру відпочинку та здоров'я, працює з 2004 року

Кампус університету розташований на південно-сході Х'юстона, з юридичною адресою — 4800 Калхун-Роад. Займає територію в 2,70 км² (667 акрів). Тут розташувалися численні мальовничі зелені куточки, фонтани і скульптури, в тому числі роботи відомого в США скульптора Джима Сенборна. Проєктуванням будівель університету займалися видатні архітектори Сезар Пеллі і Філіп Джонсон. Проєкти благоустрою території були відзначені нагородами групи «Збережемо красу Х'юстона».
Кампус розділений на 5 районів:
1. Внутрішній кампус.
Містить комплекс освітніх будівель, наукових і дослідних центрів, включаючи Бібліотеку Андерсона, коледж мистецтв і соціальних наук, коледж природничих наук і математики, технологічний коледж, концертний зал на 1544 місць, Техаський центр надпровідності і т. д.
2. Район мистецтв.
Розташований в північній частині кампусу, тут знаходяться: школа мистецтв, школа музики, театральна школа, коледж архітектури Джеральда Хинеса і школа телекомунікацій Валенті, а також театр, опера, концертні зали для сольних і для хорових виступів.
3. Професійний район.
Розташований на сході і північному сході кампусу, тут знаходяться юридичний центр, інженерний коледж Каллена та бізнес-коледж Бауера.
4. Район Уїлера.
Розташований в південній частині кампусу і включає в себе гуртожитки для студентів, коледж готельного та ресторанного менеджменту, коледж оптометрії.
5. Стадіон.

На території кампусу працюють оздоровчий центр з плавальним басейном, студія телеканалу KUHT, радіостанція KUHF, що веде мовлення на частоті 88,7 FM та Центр громадської думки, а також готель Hilton, який є частиною коледжу готельного та ресторанного менеджменту, який був створений на пожертви засновника корпорації Hilton Hotels Конрада Хілтона.

## Структура університету
Х'юстонський університет — один з чотирьох самостійних навчальних закладів, що входять до UHS. З 1983 по 1991 рік був відомий під назвою Х'юстонський університет в Юніверсіті-Парк. Діяльність навчального закладу здійснюється під контролем ради регентів UHS.
Президентом і виконавчим директором Х'юстонського університету, а також одночасно канцлером UHS, з 2008 року є Рену Катор — 13-й президент університету, друга жінка на цій посаді і перший президент іноземного походження — (індійського).
До складу університету входять 12 коледжів:
- Коледж архітектури Джеральда Хінеса
- Бізнес-коледж Бауера
- Педагогічний коледж
- Інженерний коледж Каллена
- Коледж готельного та ресторанного менеджменту ім. Конрада Хілтона
- Юридичний центр Х'юстонського університету
- Коледж мистецтв і соціальних наук
- Коледж природничих наук та математики
- Коледж оптометрії
- Коледж фармації
- Коледж соціальної роботи
- Технологічний коледж

## Освіта
Місія університету полягає в поширенні знань через освіту різних верств суспільства, шляхом проведення наукових досліджень, розвитку творчих здібностей і навичок.
Університет веде підготовку за 300 освітніми програмами: 112 програм бакалаврату, 131 — магістратури, 54 — докторських та 3 професійні програми зі ступенями докторів права, оптометрії і фармації. Щорічно випускники Х'юстонського університету отримують більш як 7200 наукових ступенів, а кількість випускників перевищує 250 000, що робить його найбільшим у Х'юстоні і його околицях.

## Студентське життя

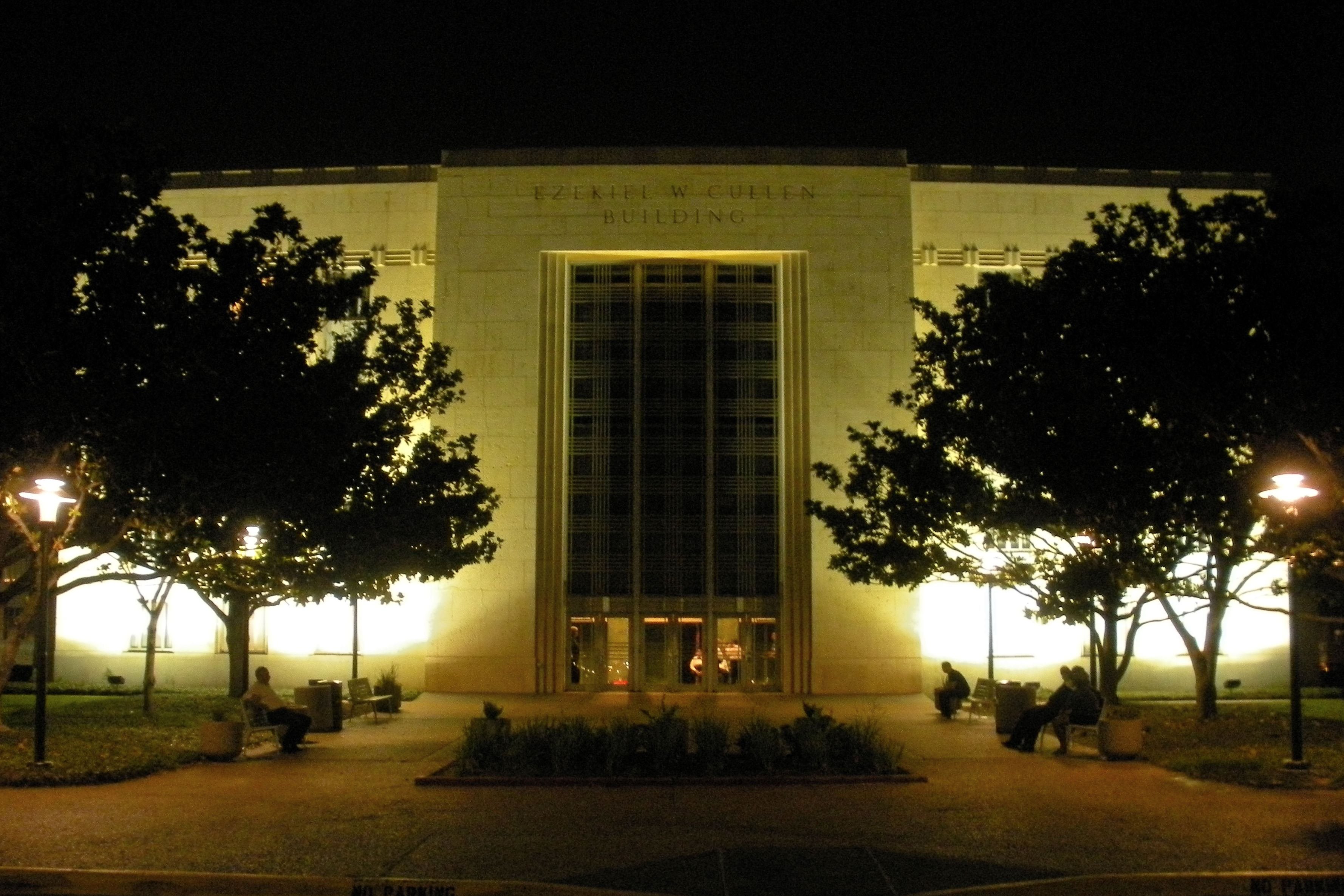
Концертний зал Каллена

Х'юстонський університет відрізняється розмаїтістю студентського складу, видання U. S. News & World Report ставить його другим за цим параметром серед дослідницьких університетів США. В університеті навчається значна кількість азійських і латиноамериканських студентів, частка яких становить 19,5 % і 22,3 % відповідно.
У концертному залі Каллена на 1544 місць студентам пропонується безліч заходів: концерти, оперні виступи, музичні, театральні та танцювальні вистави. Крім того, проходять концерти і на інших майданчиках кампуса: в концертному залі Дадлі, органному залі, оперному театрі та ін. Крім студентів, виступають і викладачі та запрошені артисти в жанрах від джазу до опери. Школа театру та танців щорічно пропонує серію з 5 п'єс класичних і сучасних драматургів, а також постановки співробітників школи.

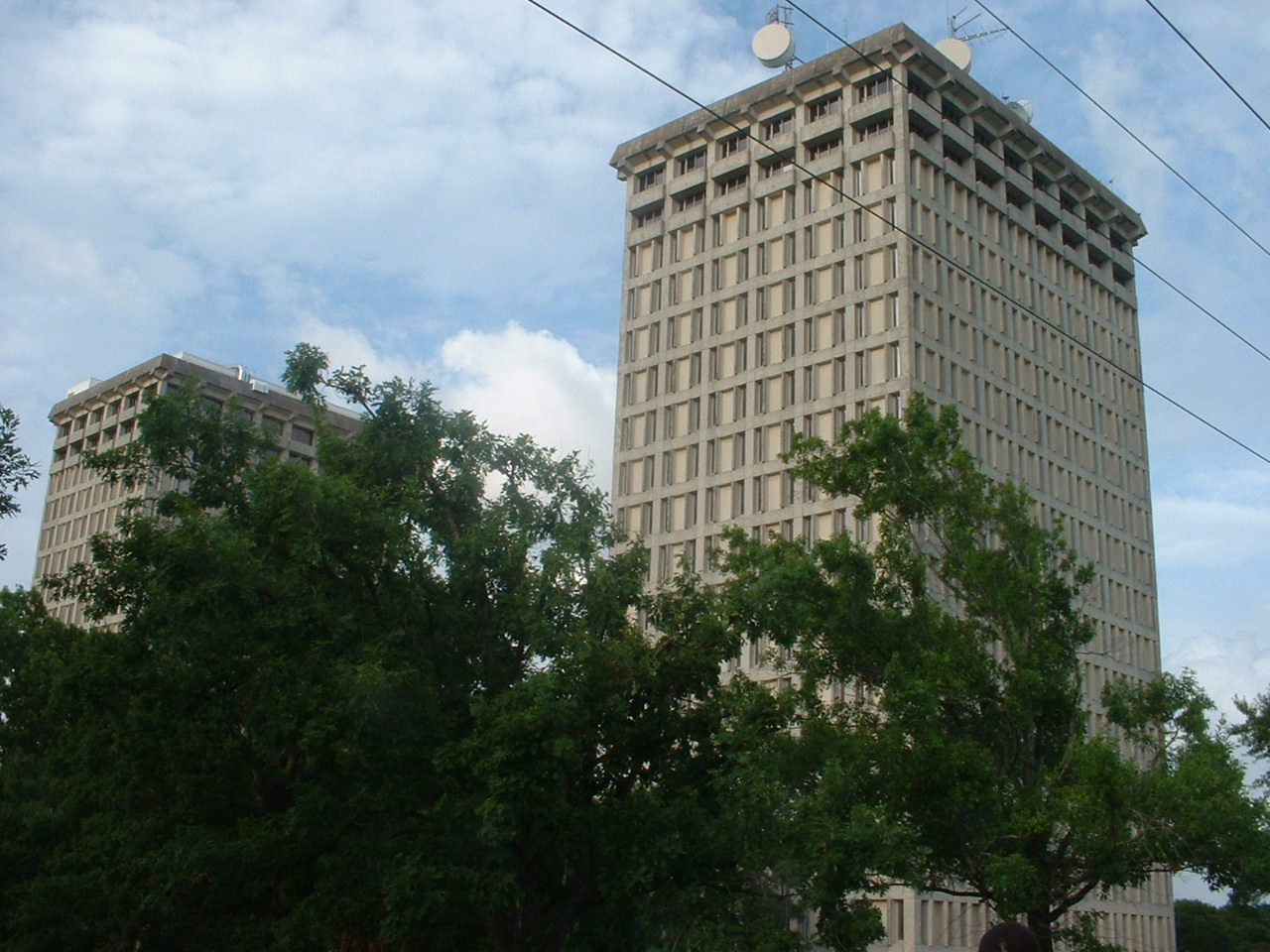
Вежі Муді — найбільший гуртожиток і найвища споруда кампусу

20 % студентів живуть на території кампусу. Х'юстонський університет має в своєму розпорядженні кілька гуртожитків: Вежі Муді, Кугар-Вілладж, Калхун-Лофтс, Байу-Окс, Кугар-Плейс, Каллен-Окс та Кембридж-Окс, в яких обладнані кімнати дозвілля та столові.
Вежі Муді часто називають просто Вежі, це найвища споруда на території кампуса і найбільший за площею гуртожиток, що вміщає кімнати на 1100 студентів.
Гуртожиток Кугар-Вілладж найновіший і найсучасніший, відкриття відбулося в серпні 2010 року. Крім студентських номерів, тут є кухні, кімнати відпочинку, центри навчання, комп'ютерні класи, магазин, ресторан і фітнес-центр. Кугар-Вілладж надає свої послуги тільки для студентів першого курсу.
C 1927 року видається офіційна студентська газета The Daily Cougar, а також щорічник Х'юстонського університету The Houstonian.

## Традиції

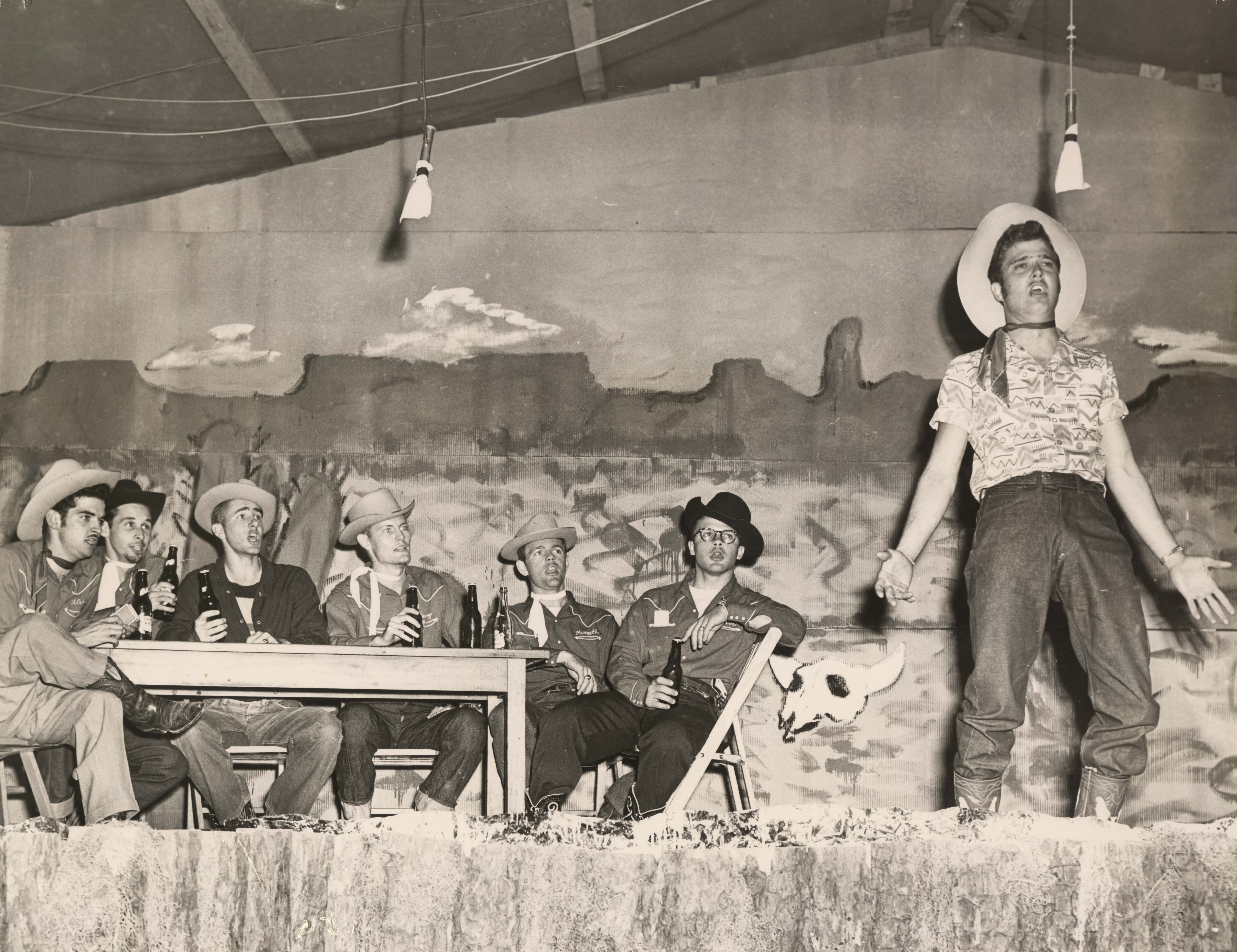
Студентські виступи на фестивалі Фронтир-Фієста (1981)

Сучасна печатка Х'юстонського університету була офіційно прийнята в 1938 році, її зовнішній вигляд стилізований під герб генерала Сема Х'юстона. Першу офіційну версію печатки зараз можна побачити на підлозі Рой Каллен Білдінг.
Офіційними кольорами університету прийняті червоний і білий. Це кольори предка С. Х'юстона — сера Х'ю, були прийняті одночасно з гербовою печаткою. Червоний символізує мужність і силу, білий — доброту і чистоту душі.
Талісманом університету у 1947 році стала пума, пізніше названа Шаста, до 1989 року на території кампусу постійно жили особини цього виду.
З університетської командою завжди їздить група студентів для участі у заходах та підтримки бойового духу, так на футбольних матчах вони надягають ковбойські капелюхи, джинси Wrangler, шкіряні пальто-дастери (улюблені ковбоями Дикого Заходу) і пробігають по полю з прапором університету і прапором Техасу після кожного переможного очка.
Кожної весни проводиться одна з найважливіших подій кампусу, фестиваль Фронтир-Фієста, до якого відтворюється містечко XIX століття з оформленням історичними експонатами, музикою, стравами і кухнею того часу. Все це частина давньої традиції, яка почалася ще в 1939 році.

Жест рукою в Х'юстонському університеті

Лапа пуми — популярний жест рукою, що використовується студентами, викладачами і випускниками Х'юстонського університету для вираження знака підтримки і товариства. Ця традиція з'явилася незабаром після змагань з Техаським університетом.
У 1953 році відбулася перша зустріч футбольних команд університетів. Члени братства Альфа Фі Омега, на кому лежала відповідальність і турбота про пуму-талісман, привезли її з собою на гру. Однак під час поїздки передню лапу пуми затиснуло дверима клітини й відрізало їй палець. Команда суперників Х'юстонського університету помітила, що сталося з їхнім талісманом, і почала дратувати гравців, піднявши вгору руки з зігнутим безіменним пальцем. Техаський університет виграв ту гру з рахунком 28:7, а студенти Х'юстонського університету стали використовувати цей знак, нагадуючи, що вони не забули ті насмішки.
Під час другої зустрічі у 1968 році матч закінчився з рахунком 20:20, а на наступній зустрічі в 1976 році Х'юстонський університет розгромив команду Техаського університету з рахунком 30:0. Ця перемога остаточно закріпила традицію використання жесту Лапа пуми.

## Випускники і викладачі
У Х'юстонському університеті працювали відомі вчені, письменники, музиканти, випускники університету домоглися значних успіхів і стали знаменитими акторами, музикантами, спортсменами, астронавтами.

### Викладачі
- Клайд Дрекслер — знаменитий американський баскетболіст.
- Альберто Гонсалес — американський адвокат і політик, генеральний прокурор США з 2005 по 2007 рік.
- Алан Голлінггерст — сучасний британский письменник и літературний критик.
- Марк Стренд — американський співає, есеіст і перекладач.
- Джоді Вільямс — американська активістка і викладач.
- Едвард Олбі — драматург.
- Орасіо Гутьєррес — американський піаніст кубинського походження.
- Мілтон Катімс — альтист и диригент.
- Шіінг-Шен Черн — китайсько-американський математик, один з найбільших в XX століття фахівців з диференціальній геометрії і топології.
- Арчер Джон Портер Мартін — англійський біохімік і фізико-хімік.

### Випускники й випускниці
- Chamillionaire — американський репер, співак.
- Джонні Чен — професійний гравець в покер.
- Бретт Каллен — американський актор.
- Лоретта Дівайн — американська характерна акторка театру, кіно і телебачення.
- Білл Хікс — стендап-комік і соціальний критик.
- Поліна Оліверос — американська акордеоністка й композиторка.
- Lil Wayne — репер.
- Джим Парсонс — американський актор.
- Денніс Квейд — американський кіноактор.
- Ренді Куейд — американський актор, лауреат премії «Золотий глобус».
- Кеннет Лей — американський бізнесмен, глава Енрон.
- Кенні Роджерс — американський співак і кіноактор.
- Джуліан Шнабель — американський художник і кінорежисер.
- Брент Джей Спайнер — американський актор.
- Крістл Стюарт — модель.
- Таунс Ван Зандт — американський музикант і поет, виконавець музики кантрі, фолк а і блюз а.
- Роджер Райт — американський піаніст.
- Еліс Сиболд — американська письменниця, авторка світового бестселера «Милі кістки».
- Джин Вулф — американський письменник, що пише в жанр ах наукової фантастики і фентезі.
- Клайд Дрекслер — американський баскетбол іст, атакувальний захисник і легкий форвард, чемпіон Національна баскетбольна асоціація 1995 а.
- Елвін Хейз — американський професійний баскетбол іст, який виступав в Національної баскетбольної асоціації.
- Деймон Джонс — американський професійний баскетболіст.
- Хакім Оладжувон — нігерійський і американський професійний баскетболіст.
- Бо Аутло — американський професійний баскетболіст.
- Лі Лабрада — американський культурист.
- Віра Ільїна — радянська і російська стрибунка у воду, олімпійська чемпіонка, призерка чемпіонатів світу та Європи.
- Пахаліна Юлія Володимирівна — російська стрибунка у воду.
- Позднякова Анастасія Юріївна — російська стрибунка у воду.
- Мішель Сміт — ірландська плавчиня.
- Карл Льюїс — видатний американський легкоатлет.
- Мауріціо Келі — італійський льотчик, астронавт ЕКА, 2-й астронавт Італії.
- Бонні Джинн Данбар — американська астронавтка.
- Акіхіко Хосіде — японський космонавт.
- Рекс Джозеф Вальгайм — американський астронавт.
- Маргарет Спеллінгс — 8-й міністр освіти США.
- Мері Кей Еш — найуспішніша американська жінка-підприємиця XX століття, засновниця компанії Мері Кей.

Див. також: Категорія: Випускники Х'юстонського університету

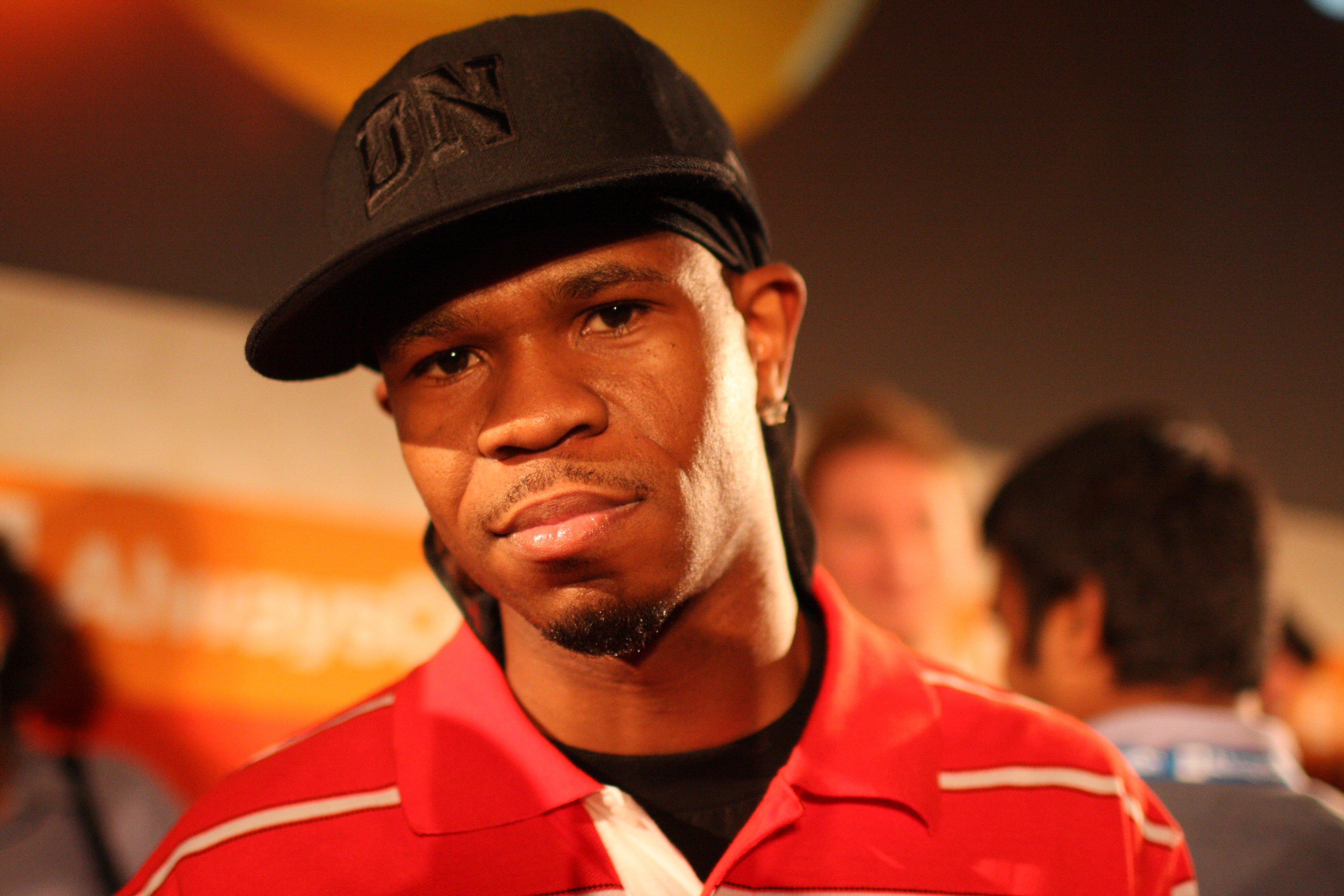
Chamillionaire
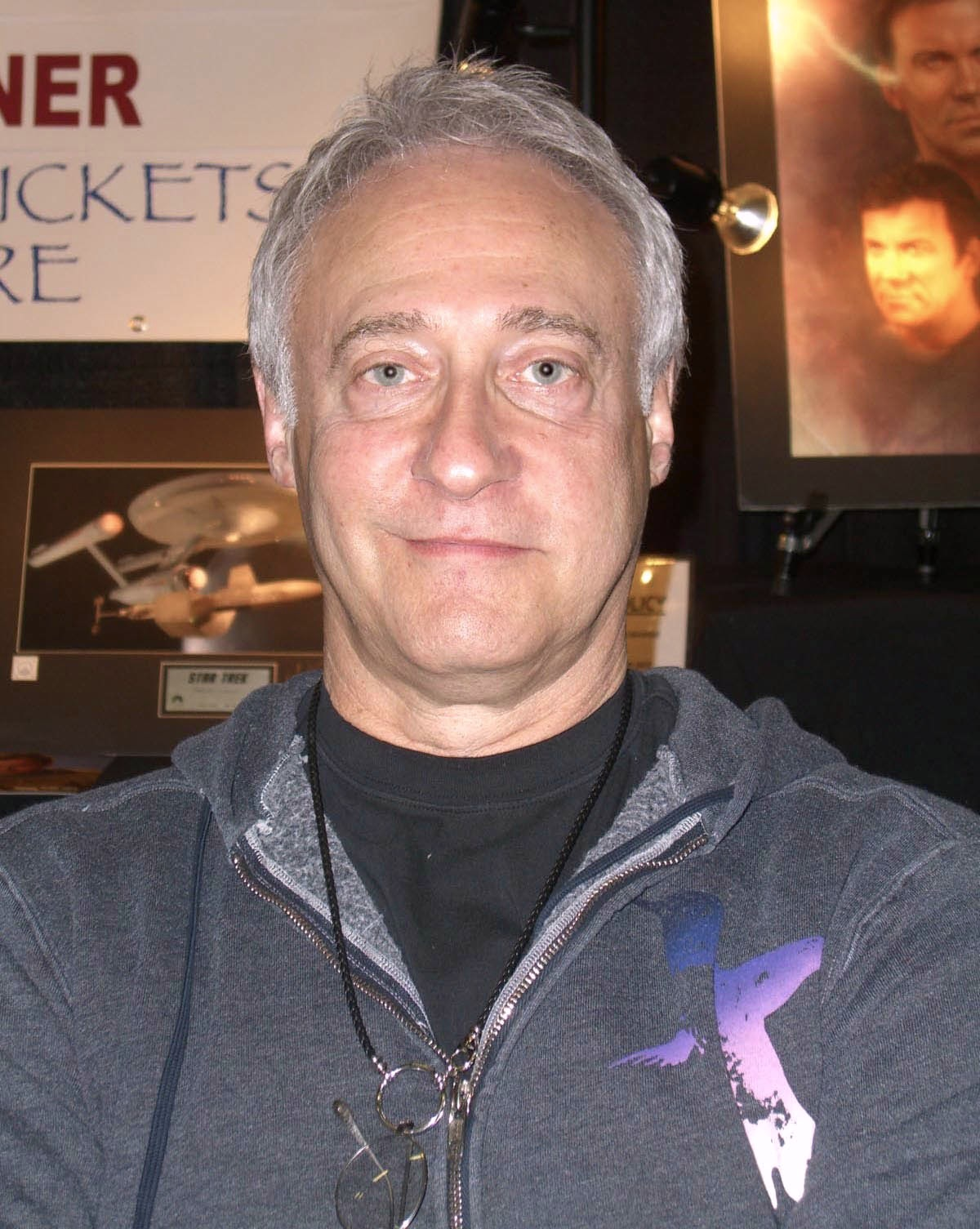
Брент Спайнер
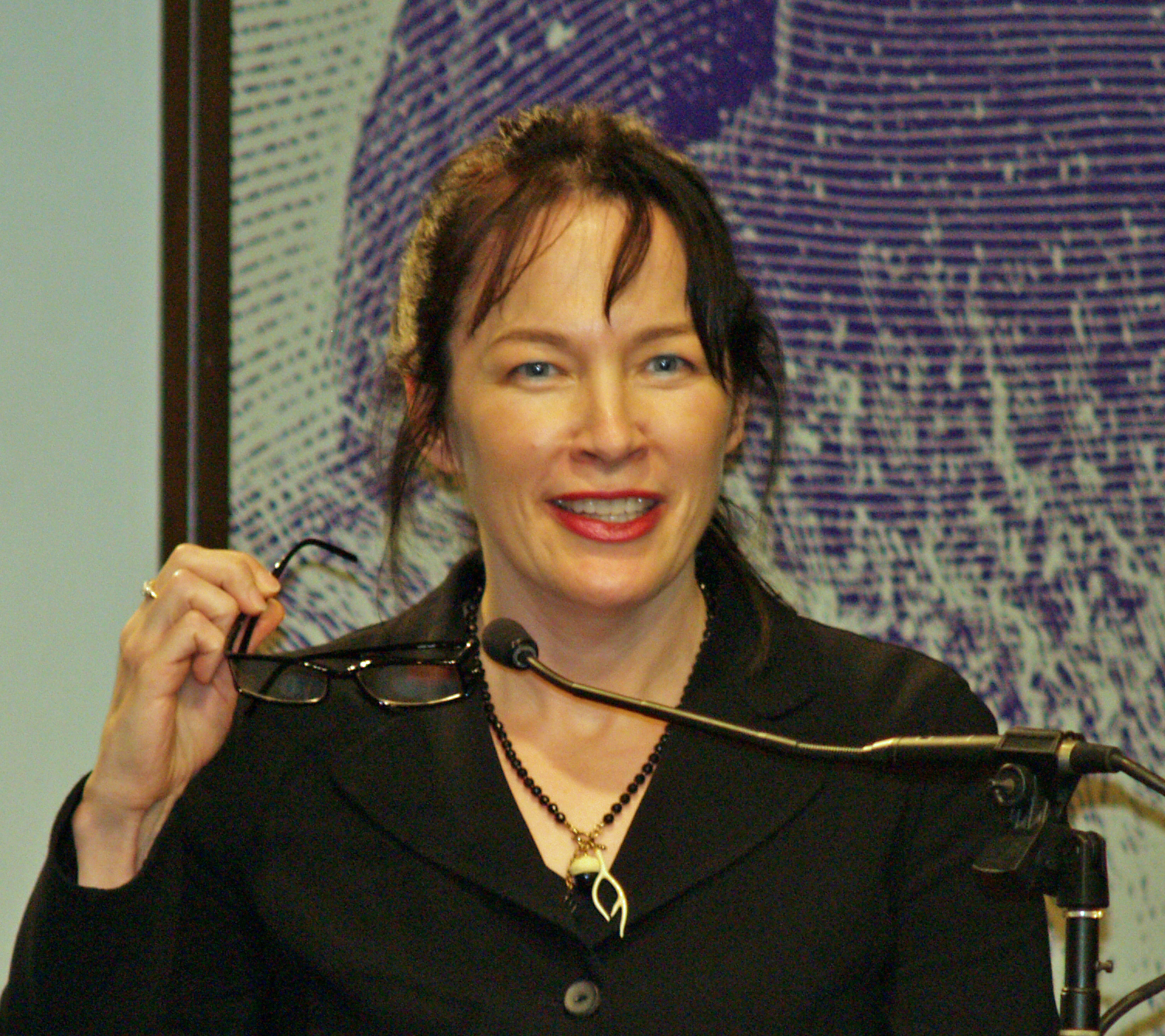
Еліс Сіболд
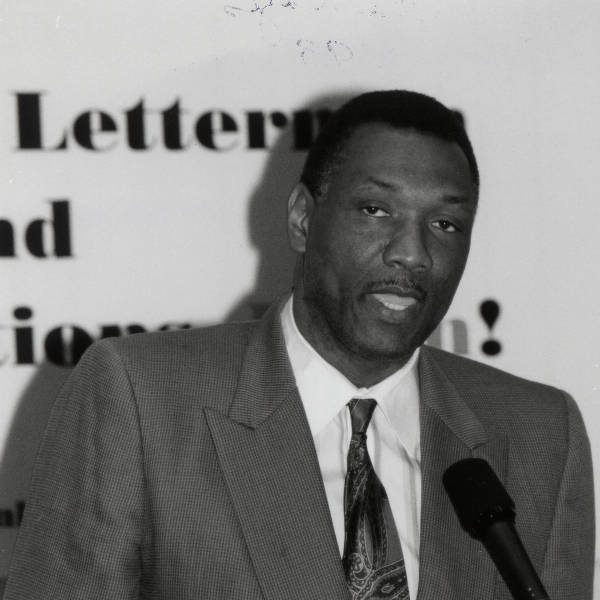
Елвін Хейз
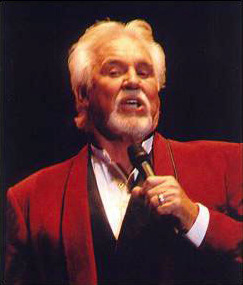
Кенні Роджерс
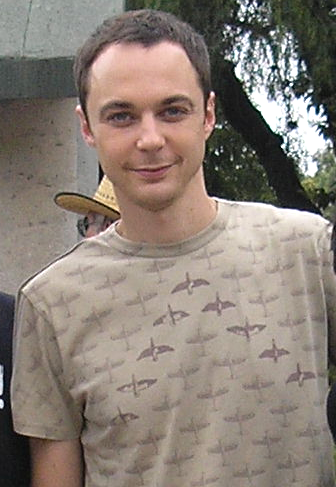
Джим Парсонс